# داني وايتهيد
داني وايتهيد (بالإنجليزية: Danny Whitehead)‏ (23 أكتوبر 1993 في المملكة المتحدة - ) هو لاعب كرة قدم بريطاني في مركز الوسط. لعب مع ستوكبورت كونتي وماكليسفيلد تاون ونادي أكرينغتون ستانلي ووست هام يونايتد وويغان أتلتيك.

## وصلات خارجية
- داني وايتهيد على موقع قاعدة بيانات كرة القدم.إي يو (الإنجليزية)
- داني وايتهيد على موقع Soccerbase.com (لاعب) (الإنجليزية)
- داني وايتهيد على موقع Soccerway.com (الإنجليزية)